# Rajon Nawahrudak
Koordinaten: 53° 39′ N, 25° 51′ O

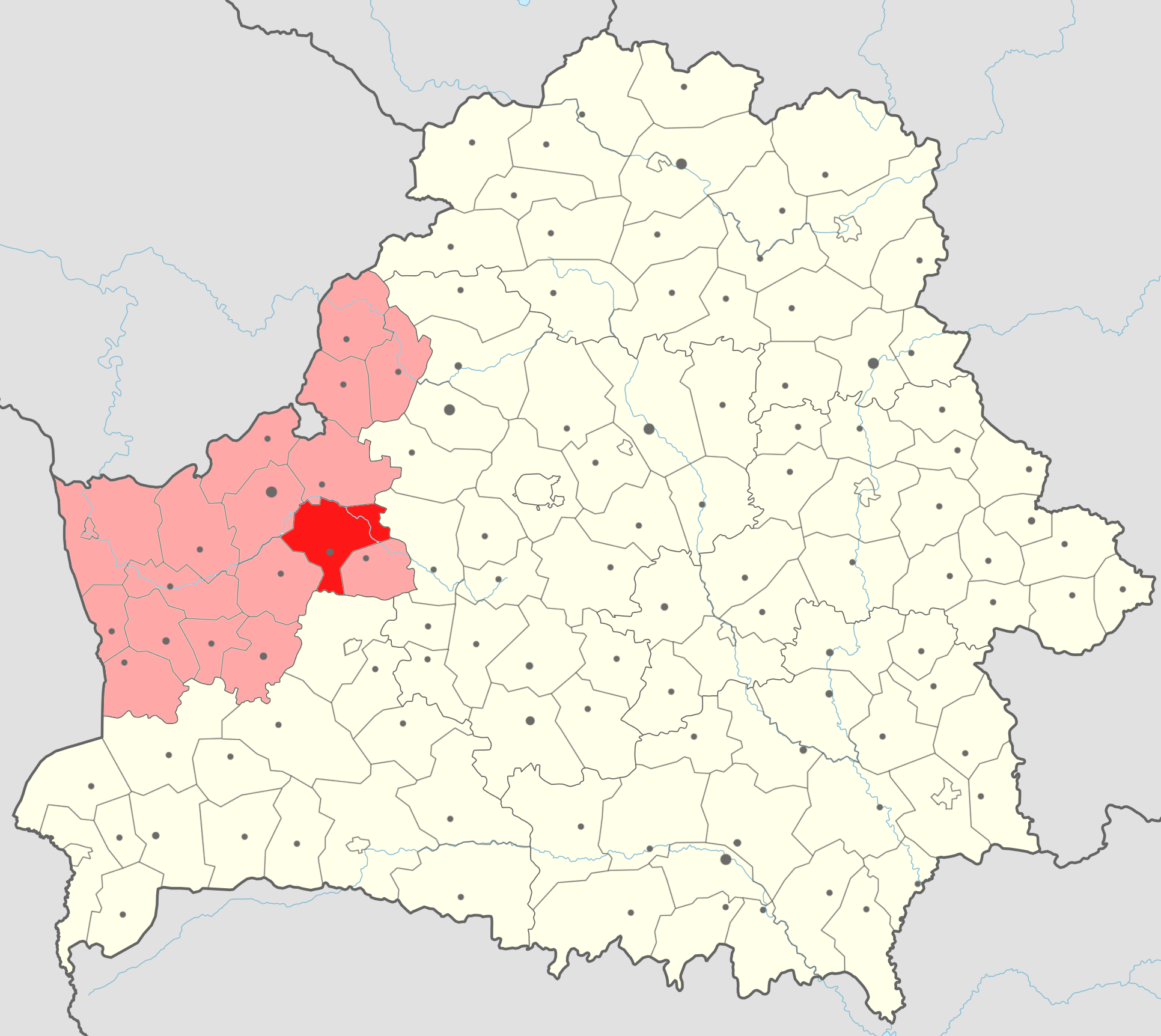
Die Woblasć Hrodna mit dem Rajon Nawahrudak in Belarus

Der Rajon Nawahrudak (belarussisch Навагрудскі раён Nawagrudsky Rajon,  russisch Новогрудский район Nowogrudski Rajon) ist eine etwa einem deutschen Landkreis entsprechende Verwaltungseinheit in der Hrodsenskaja Woblasz in Belarus.

## Geografie

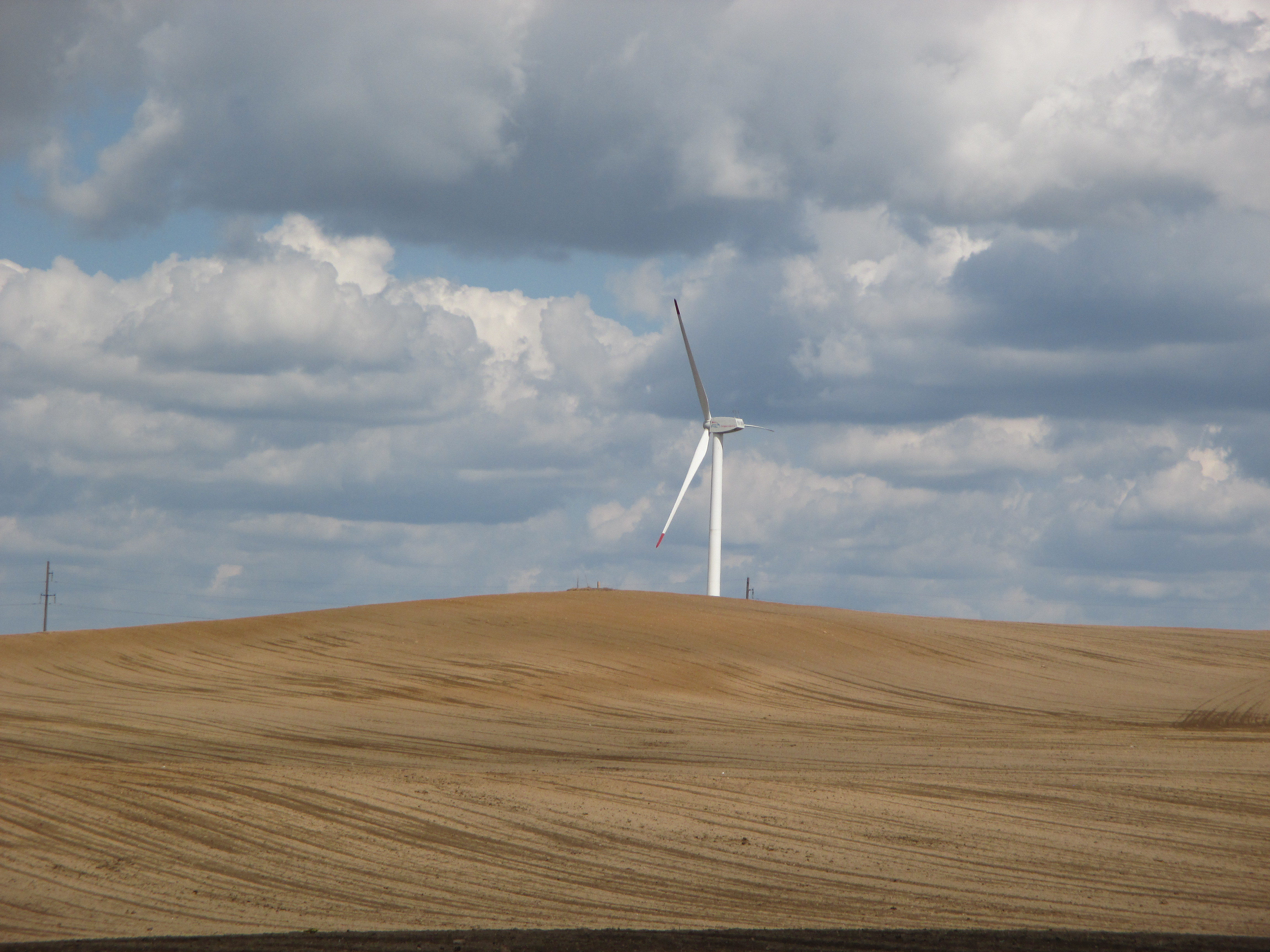
Windkraftanlage auf der Gara Zamkawa („Burgberg“) westlich von Nawahrudak

Der Rajon liegt östlich der Mitte der Woblasć, fast genau westlich von Minsk und auf halbem Wege zwischen diesem und der polnischen Grenze. Er hat keinen Anteil an den Außengrenzen des Landes.
Sein östlicher Teil wird von Südosten nach Nordwesten vom Njemen durchflossen, in den etwa auf halber Strecke die von Nordosten in den Rajon kommende Usa mündet.
In der Nähe der Rajonshauptstadt entspringt die Wolowka (Воловка) und fließt in ostnordöstlicher Richtung ebenfalls zum Njemen. Dieser fließt im weiteren Verlauf knapp außerhalb des Rajons erst nach Westen und dann nach Süden.
Fast das gesamte Gebiet ist eine leicht wellige eiszeitliche Moränenlandschaft. Die höchste Erhebung ist die Gara Zamkawa („Burgberg“) (53°36′8″ N, 25°46′31″ O) westlich von Nawahrudak mit 323 m über dem Meer, nicht zu verwechseln mit dem Hügel der Burgruine (53° 36′ 4,79″ N, 25° 49′ 39,5″ O) am Nordrand des Stadtzentrums. Der tiefste Punkt liegt am Njemen und 118 m über dem Meer.
Der größte Teil des Rajons ist mit Feldern bedeckt. Nur westlich von Nawahrudak und ganz im Osten gibt es sehr viel Wald.
Die Ausdehnung des Rajons beträgt 1.668,01 km².

## Bevölkerung
Im Jahr 2009 hatte der Rajon 49107 Einwohner, 29,4 Einw./km².
Hinsichtlich Nationalität und Sprachgebrauch wurden drei Parameter statistisch erhoben, die Nationalität, die Muttersprache und die häusliche Alltagssprache:
|              | Nationalität | Muttersprache | Alltagssprache |
| belarussisch | 89,28 %      | 81,39 %       | 50,49 %        |
| russisch     | 4,52 %       | 17,38 %       | 41,93 %        |
| polnisch     | 4,22 %       |               |                |
| sonstige     | 1,97 %       |               |                |

Eine der kleinen Nationalitäten sind die muslimischen Lipka-Tataren.

## Gemeinden

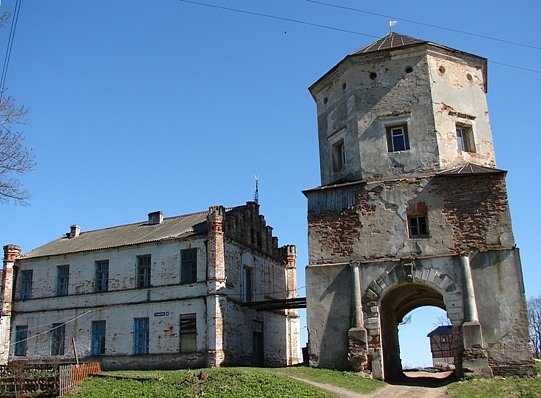
Schloss Ljubtscha

Verwaltungssitz ist die Stadt Nawahrudak mit 29.300 Einwohnern, also fast 60 % der Gesamtbevölkerung.
Darüber hinaus umfasst der Rajon 12 Landgemeinden, eine städtischen Typs mit Siedlungsrat (Posjalkowy Sawjet) und 11 Landratsgemeinden
Landgemeinde städtischen Typs:
- Ljubtscha (Любча), am Njemen

Landratsgemeinden:
- Brolyniki (Брольники)
- Walewka (Валевка)
- Wolkowitschi (Волковичи)
- Wseljub (Вселюб)
- Koschelew/o (Кошелев/о)
- Ladeniki (Ладеники)
- Nehnewitschi (Негневичи)
- Ostaschin (Осташин)
- Otminowo (Отминово)
- Petrewitschi (Петревичи)
- Schtschorsy (Щорсы), am Njemen

## Verkehr
Der Rajon ist weder mit einer Eisenbahnstrecke noch mit einer Fernstraße der höchsten Kategorie (Magistralen) erschlossen.
Die Bahnstrecke von Lida nach Baranowitschi führt im äußersten Westen des Rajons durch ein Waldgebiet. Eine Bahnstation oder ein Anschlussgleis gibt es dort nicht.
Ein Stern von sechs Strahlen aus den Republiksstraßen R 5, R 10 und R 11, die sich in der Stadt Nahwarudak schneiden, verbindet diese in fünf Richtungen mit den Nachbarrajons. Die R 10 endet nordöstlich in Ljubtscha.